# خالد حامد
خالد حامد (بالإنجليزية: Khalid Hamid)‏ هو لاعب هوكي الحقل باكستاني، ولد في 10 أكتوبر 1962 في جوجرانوالا في باكستان.

## وصلات خارجية
- خالد حامد على موقع أوليمبيديا (الإنجليزية)